# Roumanie aux Jeux olympiques
La Roumanie participe pour la première fois aux Jeux olympiques d'été de 1900 à Paris, avec un seul représentant. Le Comité national olympique pour la Roumanie est le Comité national olympique roumain (Romanian Olympic and Sports Committee), qui est fondé et reconnu en 1914. La notion de représentation nationale n'a aucune valeur lors des premiers Jeux olympiques. La première délégation nationale à concourir aux Jeux le fait en 1924, depuis seules deux éditions des Jeux olympiques d'été et des Jeux olympiques d'hiver n'ont pas été disputées. De manière notable, la Roumanie est le seul pays du bloc de l'Est à participer aux Jeux olympiques d'été de 1984 à Los Angeles, bravant le veto de Moscou.
Les athlètes roumains remportent un total de 318 médailles (au 17 août 2024), avec une part prépondérante de la gymnastique. La Roumanie détient au nombre de médailles le deuxième rang des nations qui n'ont jamais accueilli les Jeux olympiques (derrière la Hongrie).

## Tableau des médailles

### Par année

Évolution du nombre de médailles gagnées par la Roumanie aux Jeux olympiques d'été entre 1924 et 2012.

| Année | Médaille d'or, Jeux olympiques | Médaille d'argent, Jeux olympiques | Médaille de bronze, Jeux olympiques | Total             | Classement        |
| 1900  | 0                              | 0                                  | 0                                   | 0                 | nc.               |
| 1904  | N'a pas participé              | N'a pas participé                  | N'a pas participé                   | N'a pas participé | N'a pas participé |
| 1908  | N'a pas participé              | N'a pas participé                  | N'a pas participé                   | N'a pas participé | N'a pas participé |
| 1912  | N'a pas participé              | N'a pas participé                  | N'a pas participé                   | N'a pas participé | N'a pas participé |
| 1920  | N'a pas participé              | N'a pas participé                  | N'a pas participé                   | N'a pas participé | N'a pas participé |
| 1924  | 0                              | 0                                  | 1                                   | 1                 | 23e               |
| 1928  | 0                              | 0                                  | 0                                   | 0                 | nc.               |
| 1932  | N'a pas participé              | N'a pas participé                  | N'a pas participé                   | N'a pas participé | N'a pas participé |
| 1936  | 0                              | 1                                  | 0                                   | 1                 | 25e               |
| 1948  | N'a pas participé              | N'a pas participé                  | N'a pas participé                   | N'a pas participé | N'a pas participé |
| 1952  | 1                              | 1                                  | 2                                   | 4                 | 23e               |
| 1956  | 5                              | 3                                  | 5                                   | 13                | 9e                |
| 1960  | 3                              | 1                                  | 6                                   | 10                | 11e               |
| 1964  | 2                              | 4                                  | 6                                   | 12                | 14e               |
| 1968  | 4                              | 6                                  | 5                                   | 15                | 12e               |
| 1972  | 3                              | 6                                  | 7                                   | 16                | 13e               |
| 1976  | 4                              | 9                                  | 14                                  | 27                | 9e                |
| 1980  | 6                              | 6                                  | 13                                  | 25                | 7e                |
| 1984  | 20                             | 16                                 | 17                                  | 53                | 2e                |
| 1988  | 7                              | 11                                 | 6                                   | 24                | 8e                |
| 1992  | 4                              | 6                                  | 8                                   | 18                | 14e               |
| 1996  | 4                              | 7                                  | 9                                   | 20                | 14e               |
| 2000  | 11                             | 6                                  | 9                                   | 26                | 11e               |
| 2004  | 8                              | 5                                  | 6                                   | 19                | 14e               |
| 2008  | 4                              | 1                                  | 4                                   | 9                 | 17e               |
| 2012  | 2                              | 5                                  | 2                                   | 9                 | 27e               |
| 2016  | 1                              | 1                                  | 2                                   | 4                 | 47e               |
| 2020  | 1                              | 3                                  | 0                                   | 4                 | 46e               |
| 2024  | 3                              | 4                                  | 2                                   | 9                 | 23e               |
| Total | 93                             | 102                                | 124                                 | 319               | 17e               |

| Année | Médaille d'or, Jeux olympiques | Médaille d'argent, Jeux olympiques | Médaille de bronze, Jeux olympiques | Total             | Classement        |
| 1928  | 0                              | 0                                  | 0                                   | 0                 | nc.               |
| 1932  | 0                              | 0                                  | 0                                   | 0                 | nc.               |
| 1936  | 0                              | 0                                  | 0                                   | 0                 | nc.               |
| 1948  | 0                              | 0                                  | 0                                   | 0                 | nc.               |
| 1952  | 0                              | 0                                  | 0                                   | 0                 | nc.               |
| 1956  | 0                              | 0                                  | 0                                   | 0                 | nc.               |
| 1960  | N'a pas participé              | N'a pas participé                  | N'a pas participé                   | N'a pas participé | N'a pas participé |
| 1964  | 0                              | 0                                  | 0                                   | 0                 | nc.               |
| 1968  | 0                              | 0                                  | 1                                   | 1                 | 15e               |
| 1972  | 0                              | 0                                  | 0                                   | 0                 | nc.               |
| 1976  | 0                              | 0                                  | 0                                   | 0                 | nc.               |
| 1980  | 0                              | 0                                  | 0                                   | 0                 | nc.               |
| 1984  | 0                              | 0                                  | 0                                   | 0                 | nc.               |
| 1988  | 0                              | 0                                  | 0                                   | 0                 | nc.               |
| 1992  | 0                              | 0                                  | 0                                   | 0                 | nc.               |
| 1994  | 0                              | 0                                  | 0                                   | 0                 | nc.               |
| 1998  | 0                              | 0                                  | 0                                   | 0                 | nc.               |
| 2002  | 0                              | 0                                  | 0                                   | 0                 | nc.               |
| 2006  | 0                              | 0                                  | 0                                   | 0                 | nc.               |
| 2010  | 0                              | 0                                  | 0                                   | 0                 | nc.               |
| 2014  | 0                              | 0                                  | 0                                   | 0                 | nc.               |
| 2018  | 0                              | 0                                  | 0                                   | 0                 | nc.               |
| 2022  | 0                              | 0                                  | 0                                   | 0                 | nc.               |
| Total | 0                              | 0                                  | 1                                   | 1                 | 45e               |

### Par sport
| Place | Sport         | Médaille d'or, Jeux olympiques | Médaille d'argent, Jeux olympiques | Médaille de bronze, Jeux olympiques | Total | Rang |
| 1     | Gymnastique   | 25                             | 21                                 | 27                                  | 73    | 5e   |
| 2     | Aviron        | 22                             | 15                                 | 9                                   | 46    | 5e   |
| 3     | Athlétisme    | 11                             | 14                                 | 10                                  | 35    | 20e  |
| 4     | Canoë-Kayak   | 10                             | 10                                 | 14                                  | 34    | 7e   |
| 5     | Lutte         | 7                              | 8                                  | 19                                  | 34    | 13e  |
| 6     | Tir           | 6                              | 4                                  | 5                                   | 15    | 14e  |
| 7     | Escrime       | 4                              | 6                                  | 7                                   | 17    | 12e  |
| 8     | Natation      | 4                              | 2                                  | 5                                   | 11    | 19e  |
| 9     | Haltérophilie | 2                              | 7                                  | 3                                   | 12    | 23e  |
| 10    | Boxe          | 1                              | 9                                  | 15                                  | 25    | 31e  |
| 11    | Judo          | 1                              | 2                                  | 3                                   | 5     | 30e  |
| 12    | Handball      | 0                              | 1                                  | 3                                   | 4     | 13e  |
| 13    | Équitation    | 0                              | 1                                  | 1                                   | 2     | 25e  |
| 14    | Tennis        | 0                              | 1                                  | 0                                   | 1     | 29e  |
| 15    | Rugby à XV    | 0                              | 0                                  | 1                                   | 1     | 7e   |
| 15    | Volley-ball   | 0                              | 0                                  | 1                                   | 1     | 21e  |
| Total | Total         | 93                             | 101                                | 123                                 | 317   | 17e  |

| Place | Sport     | Médaille d'or, Jeux olympiques | Médaille d'argent, Jeux olympiques | Médaille de bronze, Jeux olympiques | Total | Rang |
| 1     | Bobsleigh | 0                              | 0                                  | 1                                   | 1     | 15e  |
| Total | Total     | 0                              | 0                                  | 1                                   | 1     | 47e  |

## Sportifs les plus médaillés
Le record du nombre de médailles est codétenu par la gymnaste Nadia Comăneci qui a remporté neuf médailles.
| Nom               | Sport       | Jeux                          | Médaille d'or, Jeux olympiques | Médaille d'argent, Jeux olympiques | Médaille de bronze, Jeux olympiques | Total |
| Nadia Comăneci    | Gymnastique | 1976-1980                     | 5                              | 3                                  | 1                                   | 9     |
| Elisabeta Lipă    | Aviron      | 1984-1988-1992-1996-2000-2004 | 5                              | 2                                  | 1                                   | 8     |
| Ivan Patzaichin   | Canoë-Kayak | 1968-1972-1980-1984           | 4                              | 3                                  | 0                                   | 7     |
| Simona Amânar     | Gymnastique | 1996-2000                     | 3                              | 1                                  | 3                                   | 7     |
| Georgeta Damian   | Aviron      | 2000-2004-2008                | 5                              | 0                                  | 1                                   | 6     |
| Doina Ignat       | Aviron      | 1992-1996-2000-2004-2008      | 4                              | 1                                  | 1                                   | 6     |
| Daniela Silivaş   | Gymnastique | 1988                          | 3                              | 2                                  | 1                                   | 6     |
| Ecaterina Szabó   | Gymnastique | 1984                          | 4                              | 1                                  | 0                                   | 5     |
| Viorica Susanu    | Aviron      | 2000-2004-2008                | 4                              | 0                                  | 1                                   | 5     |
| Elena Georgescu   | Aviron      | 1992-1996-2000-2004-2008      | 3                              | 1                                  | 1                                   | 5     |
| Constanța Burcică | Aviron      | 1992-1996-2000-2004-2008      | 3                              | 1                                  | 1                                   | 5     |
| Liliana Gafencu   | Aviron      | 1996-2000-2004                | 3                              | 0                                  | 0                                   | 3     |
| Cătălina Ponor    | Gymnastique | 2004                          | 3                              | 0                                  | 0                                   | 3     |